# Taira flavidorsalis
Taira flavidorsalis är en spindelart som först beskrevs av Takeo Yaginuma 1964.  Taira flavidorsalis ingår i släktet Taira och familjen mörkerspindlar. Inga underarter finns listade i Catalogue of Life.